# جامعة حيفا
جامعة حيفا (بالعبرية: אוניברסיטת חיפה) جامعة إسرائيلية وهي إحدى أكبر الجامعات في حيفا، إسرائيل. تأسست جامعة حيفا في عام 1963 على أن تعمل تحت إشراف أكاديمي من الجامعة العبرية في القدس، وتقع جامعة حيفا على جبل الكرمل. في سنة 1972 أعلنت جامعة حيفا استقلالها وأصبحت المؤسسة الأكاديمية السادسة في إسرائيل ورابع جامعة إسرائيلية.
يدرس حوالي 18,100 طالب يلتحق في الدراسة الجامعية والدراسات العليا في الجامعة ويدرسون مجموعة متنوعة وواسعة من المواضيع، هناك تخصصات في العلوم الاجتماعية، العلوم الإنسانية، والقانون والتعليم. وتنقسم الجامعة إلى ست كليات: العلوم الإنسانية والعلوم الاجتماعية والقانون والعلوم وعلوم التربية والرعاية الاجتماعية والدراسات الصحية، والتعليم. وهناك أيضًا كلية الدراسات العليا للإدارة.
تعلن جامعة حيفا عدة أهداف منها التعليم في الدرجة العالي الأولى، كما وتهدف جامعة حيفا إلى توفير فرص تعليمية متكافئة لجميع قطاعات المجتمع، وبخاصة لتشجيع التفاهم المتبادل والتعاون بين السكان اليهود والعرب داخل وخارج الحرم الجامعي.

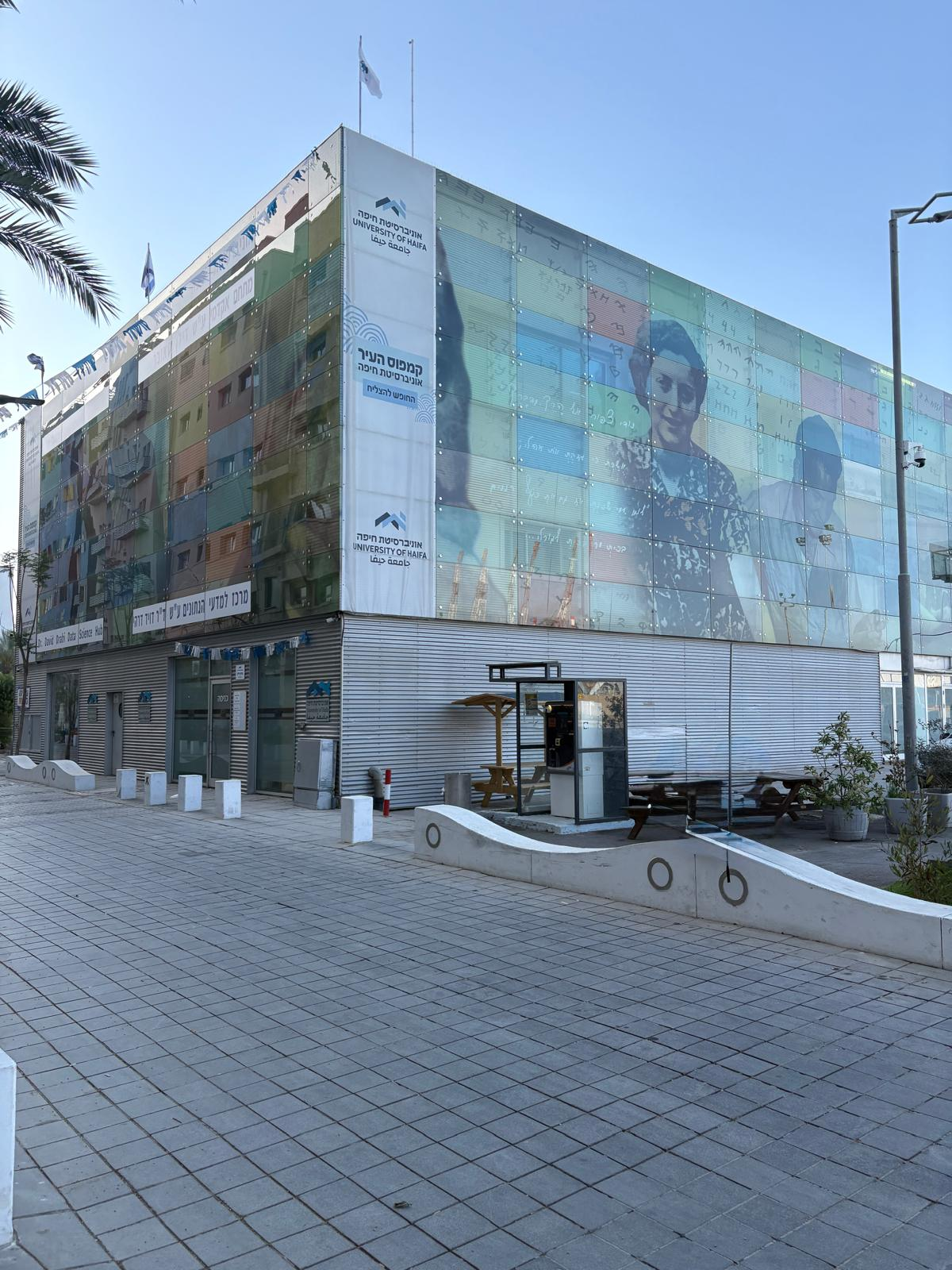
مبنى دايلن

تعد جامعة حيفا موطنًا لمتحف هيشت من علم الآثار والفن، وعدة مراكز ومعاهد البحوث، بما في ذلك مركز دراسة لمجتمع المعلومات، ومركز لدراسات الأمن القومي، السياحة مركز البحوث. الجامعة تستضيف أيضًا بحث آي بي إم ولديها مركز كبير داخل الحرم الجامعي.

## وصلات خارجية
- الموقع الرسمي لجامعة حيفا (بالعبرية)